# Shooting Stars SC
Der Shooting Stars Sports Club ist eine nigerianische Fußballmannschaft aus Ibadan.  Die Mannschaft gehörte lange Zeit zu den international erfolgreichen Vereinen des Landes, stieg allerdings 2006 aus der nigerianischen Premier League ab und spielte bis 2009 in der zweithöchsten Spielklasse.
Unter dem Namen WNDC Ibadan (WNDC = Western Nigeria Development Company) war das Team 1972 Gründungsmitglied der nigerianischen Premier League. Zusammen mit den Enugu Rangers dominierte der Verein in den 1970er und 80er Jahren den nigerianischen Fußball. International gewann der Verein 1976 den African Cup Winners’ Cup und war 1992 Sieger bei der ersten Auflage des CAF Cups.

## Erfolge
- Nigerianischer Meister: 1976, 1980, 1983, 1995, 1998
- Nigerianischer Pokalsieger: 1959, 1961, 1966, 1969, 1971, 1977, 1979, 1995
- African Cup of Champions Clubs – Finalist: 1984, 1996
- CAF Cup: 1992
- African Cup Winners’ Cup: 1976
- WAFU Club Cup: 1998

## Stadion
Seine Heimspiele trägt der Verein im Liberty Stadium in Ibadan aus. Das Stadion hat ein Fassungsvermögen von 25.000 Personen.

## Bekannte ehemalige Spieler (Auswahl)
- Mutiu Adepoju
- Muisi Ajao
- Haruna Babangida
- Mudashiru Lawal
- Seyi Olajengbesi
- Patrick Onya
- Femi Opabunmi
- Ike Shorunmu
- Wasiu Taiwo
- Rashidi Yekini